# پنماینید
پنماینید (به انگلیسی: Penmynydd) یک منطقهٔ مسکونی در بریتانیا است که در انگلسی واقع شده‌است.